# Друга італо-ефіопська війна
Друга італо-ефіопська війна (Друга італо-абіссинська війна, Італо-ефіопська війна (1935–1936 рр.)) — війна між Італійським королівством та Ефіопською імперією, підсумком якої стала анексія Ефіопії й проголошення разом з Еритреєю та Італійським Сомалі колонії Італійська Східна Африка. В Ефіопії це часто називають просто Італійське вторгнення (амх. ጣልያን ወረራ, трансліт. Ṭalyan warära; ором.  Weerara Xaaliyaanii), а в Італії як Ефіопська війна (італ. Guerra d'Etiopia). Ця війна продемонструвала неспроможність Ліги Націй, членами якої були як Італія, так і Ефіопія, в урегулюванні міжнародних конфліктів. У цій війні італійськими військами широко застосовувалась заборонена хімічна зброя: іприт і фосген.
Вважається передвісницею Другої світової війни (поряд із громадянською війною в Іспанії).
Перемога у війні зробила Муссоліні однією з найбільш видатних та значущих фігур європейської політики й показала силу «італійської зброї», вона ж змусила його переоцінити свої сили та втрутитись до війни з Грецією, що завершилась плачевно.

## Причини війни
Фашизм, який встановився в Італії, мав чітку ідеологію національної зверхності і війни як обов'язку, якій безперечно суперечило існування незалежної держави, створеної Менеліком II в Ефіопії. Дуче Беніто Муссоліні з початку свого правління проголосив курс на створення великої Італійської імперії за типом Римської імперії. До його планів входило встановлення контролю над середземноморським басейном і північчю Африки. Муссоліні обіцяв народу зрівняти Італію з основними колоніальними імперіями: Великою Британією та Францією.
Ефіопія була найбільш зручним об'єктом для реалізації планів італійського диктатора. На те було кілька причин. До того часу Ефіопія залишалась практично єдиною цілком незалежною країною Африки. Захоплення Ефіопії дозволило б об'єднати італійські колонії Еритрею та Сомалі. Окрім того, Ефіопія була слабкою у воєнному відношенні: багато воїнів з туземних племен були озброєні списами й луками. Перемога над Ефіопією дозволила б змити ганьбу поразки при Адуа.

## Збройні сили Італії та Ефіопії на початок війни

### Ефіопія

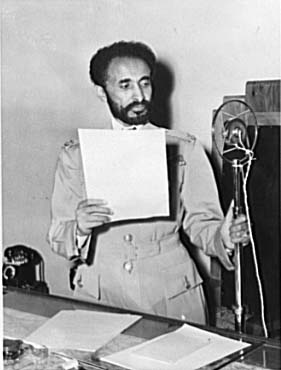
Імператор Хайле Селассіє I

Хайле Селассіє, що отримав абсолютну монархічну владу в Ефіопії на відміну від Менеліка II, який відновив Ефіопську імперію, не мав достатньої кількості адекватних зворотних зв'язків зі своїм народом. Він також не міг знайти надійних зовнішніх союзників, а, наприклад, спроби Хайле Селассіє встановити союзницькі відносини з Японією можна назвати цілком неадекватними. Зрозумівши, що війна з Італією неминуча, Хайле Селассіє у вересні 1935 року оголосив загальну мобілізацію. Йому вдалось мобілізувати близько 500 тис. чол. Незважаючи на солідну чисельність військ, країні не вистачало сучасного озброєння. Багато воїнів були озброєні списами й луками, переважну частину вогнепальної зброї складали застарілі гвинтівки, випущені до 1900 року. За італійськими оцінками, до початку війни ефіопські війська налічували від 350 до 760 тис. чол., але лише чверть солдат пройшла хоча б мінімальну військову підготовку. Разом на армію припадало близько 400 тис. гвинтівок різних виробників та років випуску, близько 200 одиниць застарілої артилерії, близько 50 легких та важких зенітних гармат. У ефіопів було кілька броньованих вантажівок марки «Форд» й невелика кількість танків часів Першої світової війни. ВПС Ефіопії складались із 12 застарілих біпланів, з яких у робочому стані були лише 3 машини. Найкращими підрозділами була особиста гвардія Хайле Селассіє — Кебур Забанга. Ці війська були досить добре навчені та краще оснащені. Але воїни імператорської гвардії носили уніформу бельгійської армії кольору хакі, на відміну від решти армії, що носила білу бавовняну форму. В умовах Ефіопії це робило їх відмінною мішенню для італійських солдат.

### Італія
Основна частина італійської армії перед вторгненням до Ефіопії була розгорнута в Еритреї, куди у 1935 році прибули 5 дивізій регулярної армії та 5 дивізій чорносорочечників; у той самий час до Італійського Сомалі прибули одна дивізія регулярної армії й кілька батальйонів чорносорочечників. Лише ці сили (без урахування армії, що була вже розміщена у Східній Африці, туземних підрозділів та підрозділів, які прибули упродовж війни) складались із 7 тис. офіцерів і 200 тис. рядових й були оснащені 6 тис. кулеметів, 700 гарматами, 150 танкетками та 150 літаками. Загальне командування італійськими силами у Східній Африці до листопада 1935 року здійснював генерал Еміліо Де Боно, а починаючи з листопада 1935 року — фельдмаршал П'єтро Бадольйо. Північний фронт (в Еритреї) складався з п'яти корпусів, 1-м командував Ружеро Сантіні, 2-м — П'єтро Маравіна, 3-м — Адальбетро Бергамо (потім Етторе Бастіко), Еритрейським корпусом — Алессандро Пірціо Біролі. Сили Південного фронту (в Сомалі) здебільшого були зведені в колону, якою командував генерал Родольфо Граціані.

## Хід воєнних дій

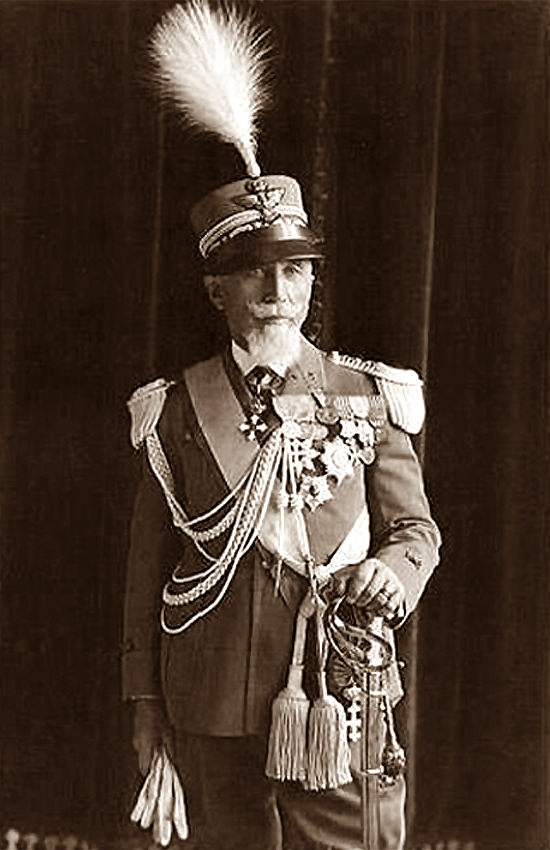
Еміліо Де Боно

3 жовтня 1935 року о 5 ранку, без оголошення війни, італійська армія вторглась до Ефіопії з Еритреї й Сомалі; одночасно авіація Італії почала бомбардування міста Адуа.
Війська під керівництвом маршала Еміліо Де Боно, розквартировані на території Еритреї, перейшли прикордонну річку Мареб й розгорнули наступ у напрямку Адді-Грат — Адуа — Аксум. Одночасно на півдні з території Італійського Сомалі армія під командуванням генерала Родольфо Граціані перетнула кордон й почала наступ у напрямку Коррахе — Харер. О 10.00 Хайле Селассіє I віддав наказ про загальну мобілізацію. Він особисто взяв на себе керівництво воєнними діями.
Однак переважна більшість ефіопських командирів була пасивною, деякі феодали взагалі відмовлялись підкорятись наказам з імператорської ставки, багато хто не бажав дотримуватись тактики партизанської війни. Знатність в ефіопській армії з самого початку опинилась на першому місці на збиток талантам. Трьома командувачами фронтів були призначені вожді племен — раси Каса, Сиюм та Гетачоу.

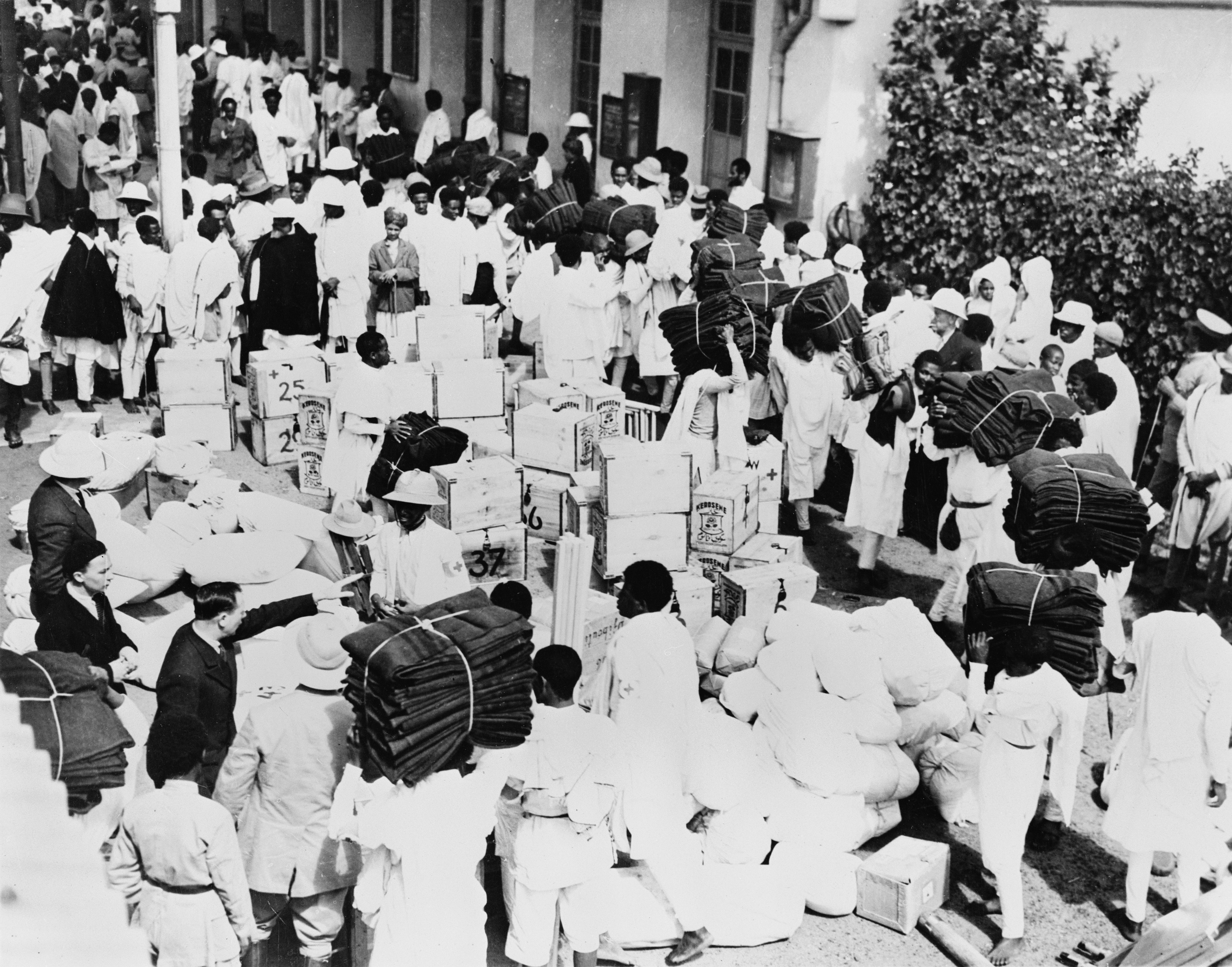
Збір гуманітарної допомоги для фронту в Аддис-Абебі

Наступ італійців в Ефіопії здійснювався за трьома напрямками, відповідно до яких на ефіопському театрі воєнних дій склалось три фронти: Північний, Південний (Південно-Східний) і Центральний. Основна роль у захопленні країни відводилась Північному фронту, де було зосереджено основні сили експедиційної армії. Перед Південним фронтом стояла задача скувати якомога більше ефіопських військ й підтримати наступ частин Північного фронту ударом на Харер, з тим щоб вийти потім на з'єднання з «північними» підрозділами в районі Аддис-Абеби. Ще обмеженіша ціль ставилась перед групою військ Центрального фронту (рухалась від Асеба через Аусу до Дессе), якій ставилось в обов'язок зв'язати армії Північного й Південного фронтів, забезпечити їхні внутрішні фланги. Найважливішим оперативним об'єктом була Аддис-Абеба. Захопивши її, італійці розраховували проголосити повний успіх своєї кампанії з підкорення Ефіопії.
На бойових позиціях ефіопів негативно позначилась розрізненість їхніх армій на Північному й Південному фронтах. Через відсутність розгалуженості мережі доріг й достатньої кількості транспорту своєчасне перекидання підкріплення було ускладнено. На відміну від італійців у ефіопів фактично не було центральної групи військ, що протистояла б частинам супротивника в районі Ауси. Ефіопи розраховували на збройні загони султана Ауси й на важкодоступність пустельної області Данакіль; вони не передбачили, що султан перейде на бік ворога і що італійські частини, які пересувались на верблюдах, будуть забезпечуватись продовольством і водою транспортними літаками з Асеба. Однак доля війни вирішувалась на Північному фронті.
Опорним пунктом ефіопських військ невдовзі стало місто Дессе, куди з 28 листопада 1935 року перемістилась із Аддис-Абеби ставка імператора. У жовтні — листопаді 1935 року італійці заволоділи містами провінції Тігре. Спроби контрнаступів ефіопів не завжди були невдалими. У грудні рас Имру — двоюрідний брат Хайле Селассіє — вжив успішного наступу на Аксум; 15 грудня 3-тисячне військо перетнуло річку Текезе приблизно за 50 км на південний захід від Адуа. Лишень ефіопи опинились на правому березі, зав'язався запеклий бій із супротивником, у тил якому непомітно проникла інша ефіопська частина, яка переправилась через річку нижче переправи основних сил раса Имру. Хайле Селассіє зажадав від расів Каси та Сиюма, що діяли на центральному напрямку Північному фронті, рішучих дій. Підрозділ під командуванням Хайлю Кеббеде, який складався із солдат расів Каси й Сиюма, у ході кровопролитного 4-денного бою звільнив місто Абій-Адді, що займало важливе стратегічне положення у Тембепе, лісисто-гірській області на захід від Мекеле. Тут ефіопські солдати зайняли досить міцні позиції.
Невдачі розлючували Муссоліні, для якого ця війна стала його першою повноцінною воєнною кампанією. Дуче намагався з Італії особисто керувати воєнними діями. Старий маршал Де Боно часто не звертав уваги на вказівки з Риму, хоча й не заперечував Муссоліні відкрито, а діяв за обстановкою, прагнучи пристосуватись до умов Ефіопії. Між тим війна виявила масу недоліків у італійській армії. Вона була погано оснащеною й погано постачалась, у військових частинах процвітали мародерство, торгівля медалями й «чорний ринок». Суперництво між армійськими частинами й фашистською міліцією, що користувалась багатьма пільгами, несприятливо впливало на настрої у військах.
Усунувши маршала Де Боно, Муссоліні у грудні 1935 року віддав наказ новому командувачу, маршалу Бадольйо, застосувати хімічну зброю, порушуючи Женевську конвенцію 1925 року. Італійська авіація систематично здійснювала рейди у глибину ефіопської території, завдаючи бомбових ударів по мирних цілях.:

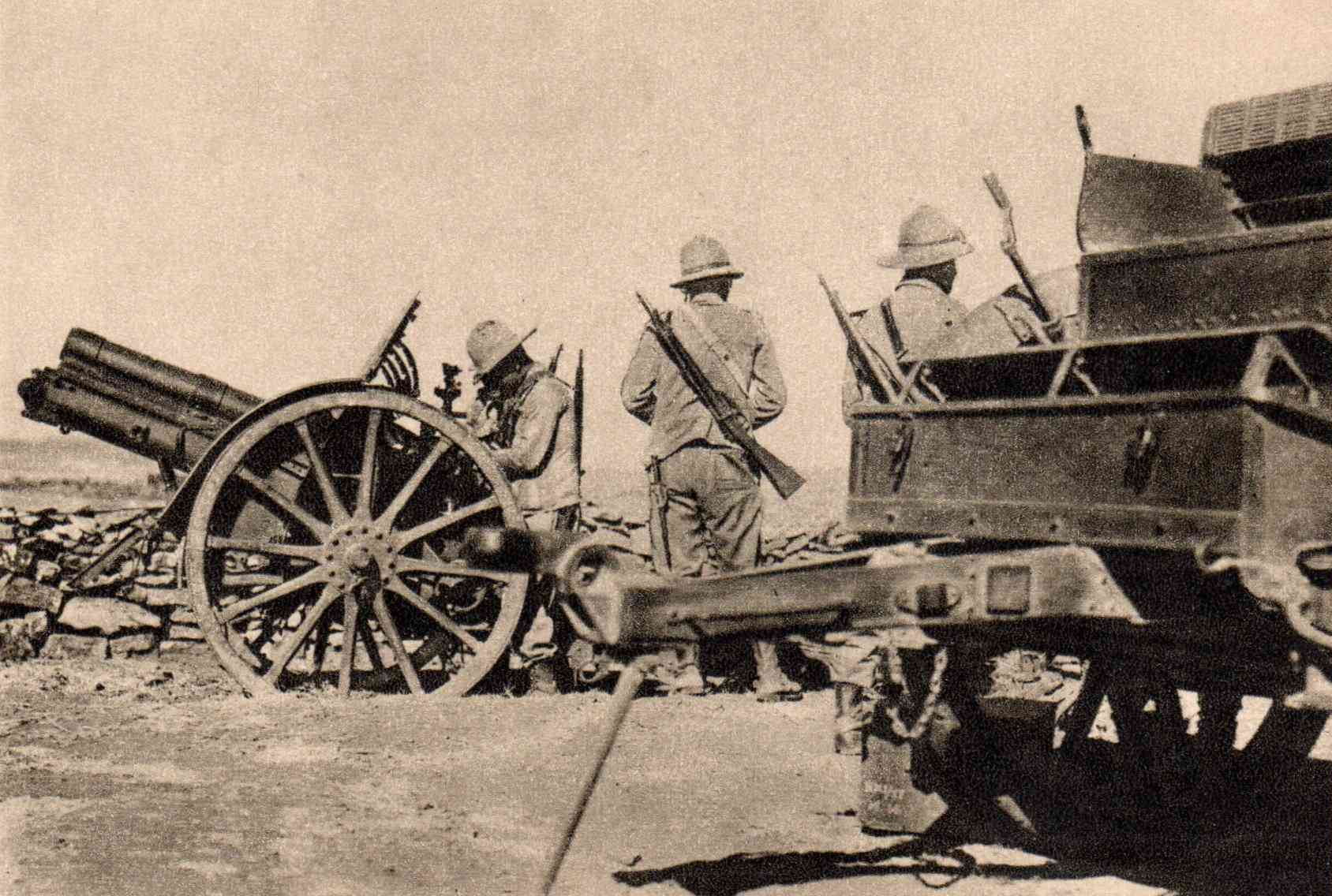
Італійські артилеристи на поштовій листівці 1936 року

У січні 1936 року армії расів Каси й Сиюма знову перейшли у наступ, прорвали фронт італійців та майже досягли дороги Адуа — Мекеле. Але 20 — 21 січня італійці, отримавши підкріплення живою силою й технікою, завдали по ефіопським частинам масованого удару, знову застосувавши отруйні гази. Каса й Сиюм відступили й тим самим змусили відступити і раса Имру; в результаті контрнаступу загарбникам вдалось вклинитись між позиціями расів Каси й Мулугети. Ефіопські війська на Північному фронті виявились розділеними на три ізольованих угрупування. Через відсутність оперативного зв'язку між ними у італійців з'явилась можливість поетапного нападу на кожне з цих угрупувань, що й було здійснено італійським командуванням.
Спочатку італійці, що мали на кожній ділянці фронту перевагу в живій силі й техніці, розбили армію раса Мулугети, що розташувалась у гірському масиві Амба-Арадом, під час відходу на ефіопів нападали частини оромо-азембо, що повстали проти імператора. Рештки армії Мулугети загинули під бомбами під час відступу до озера Ашенге (на північ від Дессе). Оскільки Каса й Сиюм цього не знали, італійці у лютому 1936 року обійшли їхні позиції з заходу: обидва ефіопських воєначальника були вражені — вони вважали, що італійці не зуміють пройти через гори, навіть якщо здобудуть перемогу у битві. Раси відступили до Симена; у березні 1936 року у вирішальній битві у Шіре, на правому березі Текезе, був розбитий Имру, найталановитіший з расів (у нього було 30 — 40 тис. проти 90 тис. італійців). Із втратами переправившись через Текезе, Имру відступив до Ашенге. Тут концентрувались останні боєздатні частини, сюди ж стікались розрізнені загони розбитих італійцями армій расів Мулугети, Каси та Сиюма.
У ставці імператора вирішили дати бій при Май-Чоу, на північ від озера Ашенге. Ефіопським військам, що налічували 31 тисячу чоловік, протистояла 125-тисячна італійська армія з доданими їй 210 артилерійськими гарматами, 276 танками й сотнями літаків. Битва, що визначила долю Ефіопії, почалась 31 березня 1936 року. На самому початку ефіопи переважали; вони помітно потіснили ворога. Але наступного дня в результаті масованих ударів ворожої артилерії та авіації ефіопські війська відійшли на вихідні позиції. 2 квітня італійці перейшли у контрнаступ. Атаками з повітря й потужним артилерійським вогнем була майже вщент знищена імператорська гвардія. До рук італійців потрапили особистий автомобіль Хайле Селассіє та його радіостанція. Після битви під Май-Чоу ефіопська армія на Північному фронті практично припинила своє існування. Бились тільки окремі групи, використовуючи тактику партизанської війни. За кілька днів Хайле Селассіє звернувся до світової спільноти із закликом про допомогу.
1 квітня 1936 року італійські частини, що переслідували раса Имру, взяли Гондер, у середині квітня вступили у Дессе. На Південному фронті італійці під командуванням Граціані завдали низки поразок арміям раса Дести Дамтоу і деджазмача Несібу Заманеля. Багато з наближених радили дати бій біля столиці, а потім розгорнути партизанську війну, але Хайле Селассіє пристав на пропозицію Англії про надання притулку. Він призначив головнокомандувачем та главою уряду свого двоюрідного брата, раса Имру і 2 травня виїхав до Джибуті. 5 травня італійські моторизовані частини вступили до Аддис-Абеби. До того часу більша частина країни ще не контролювалась італійцями; надалі активні дії партизан у сполученні з особливостями рельєфу унеможливили цілковитий контроль італійської окупаційної армії над Ефіопією.

## Міжнародна реакція
7 жовтня 1935 року Ліга Націй визнала Італію агресором, а 18 листопада Рада Ліги Націй ввела економічні санкції проти Італії, до яких долучились 51 держава. Однак ембарго не розповсюджувалось на нафту, вугілля й метал. Англія не наважилась закрити Суецький канал для італійських суден, США оголосили про намір не продавати зброю обом сторонам. Позиція СРСР була однозначною у засуджені окупації. Ці напівзаходи фактично віддали Ефіопію на поталу агресору. Держсекретар Великої Британії з міжнародних відносин Семюель Гор та прем'єр-міністр Франції П'єр Лаваль у грудні 1935 запропонували Італії та Ефіопії план Гора-Лаваля, відповідно до якого Ефіопія мала поступитись Італії провінціями Огаден і Тігре й областю Данакіль, узяти на службу італійських радників й надати Італії виключні економічні пільги; в обмін на це Італія мала поступитись на користь Ефіопії вихід до моря в районі міста Асеб. Оскільки цей план був явно невигідним для Ефіопії, вона відкинула пропозицію. У жовтні 1935 року дії Італії засудив Конгрес італійських емігрантів у Брюсселі.
Війна показала неефективність Ліги Націй як інструмента врегулювання міжнародних конфліктів.

## Підсумок війни
7 травня 1936 року Італія анексувала Ефіопію; 9 травня італійський король Віктор Еммануїл III був проголошений імператором Ефіопії. Ефіопія, Італійська Еритрея й Італійське Сомалі були об'єднані в Італійську Східну Африку. 30 червня на надзвичайній сесії Ліги Націй, присвяченій анексії Ефіопії, Хайле Селассіє виступив із закликом повернути Ефіопії незалежність. Він попереджав: «Те, що відбувається у нас сьогодні, станеться у вас завтра» і критикував міжнародне співтовариство за бездіяльність.
15 липня економічні санкції проти Італії було скасовано. Тим не менше, більшість країн світу не визнала приєднання Ефіопії до італійських володінь, як це зробила 25 липня 1936 року Німеччина, а у 1938 році також Англія і Франція.
Радянський Союз категорично не визнавав окупацію Ефіопії. Першою країною, що визнала окупацію Ефіопії Італією, була Латвія.
У 1937 році Італія вийшла зі складу Ліги Націй.
Ефіопські партизани продовжували боротьбу до 1941 року, коли англійські війська, наступаючи з Кенії через Італійське Сомалі, з південного Ємену через Британське Сомалі та з Англо-Єгипетського Судану, розгромили італійські війська та визволили Ефіопію. 5 травня 1941 року ефіопський імператор Хайле Селассіє повернувся до своєї столиці.